# Ischnocolus mogadorensis
Ischnocolus mogadorensis é uma espécie de aranha pertencente à família Theraphosidae (tarântulas).